# اکبر اکسیر
اکبر اکسیر (متولد ۱۳۳۲ در آستارا) شاعر، آموزگار بازنشسته زبان و ادبیات فارسی، گرافیست، طنزپرداز معاصر ایرانی و صاحب نظریه شعر فرانو و مجموعه شعرهای در سوگ سپیداران، بفرمایید بنشینید صندلی عزیز، زنبورهای عسل دیابت گرفته‌اند، پسته لال سکوت دندان شکن است، ملخ‌های حاصلخیز، مالاریا، ما کو تا اونا شیم، من هارا شورا هارا و همچنین
مجموعه « شعرهای گاوی» است که به صورت مشترک با ابوالقاسم تقوایی به چاپ رسانده است. 
 طنزپردازی در عین سادگی و ایجاز، از ویژگی‌های برجسته اشعار اکسیر هستند.. اکسیر معتقد به فقر «تولید اندیشه و نظریه‌پردازی» در ادبیات امروز است. جریان فرانو در ابتدا به صورت گروهی و با عنوان حلقه شعر فرانو مطرح بود و شاعرانی نظیر منصور بنی‌مجیدی، داوود ملک‌زاده، آرش نصرت‌اللهی و افشین خدامرد در آن حضور داشتند و البته برای پیش‌برد این جریان، به انتشار مقاله، مصاحبه و حتی ویژهٔ ادبی پرداختند. مجله‌ی «بلم»(ادبی - دانشجویی) به سردبیری داوود ملک‌زاده در سال ۱۳۸۴، با انتشار «ویژهٔ فرانو و اکبر اکسیر» جزو اولین و موثرترین مجلات در راستای تثبیت نام فرانو بوده‌است.

## برخی از آثار مهم
- مجموعه شعر «در سوگ سپیداران» / ۱۳۶۱ / نشر: انتشارات امیرکبیر (شامل شعرهای قبل از انقلاب، انقلاب و جنگ)[۵]
- «بفرمائید بنشینید صندلی عزیز» / ۱۳۸۲ / نشر: نیم نگاه / شیراز
- چاپ «گزیده غزلیات میزا محمدرحیم طایر آستارایی» با نام (طایر خیال) / ۱۳۸۴ / نشر: گیلکان رشت
- «زنبورهای عسل دیابت گرفته‌اند» / ۱۳۸۵ / نشر: ابتکار نو / برگزیده کتاب سال طنز از سوی دفتر حوزه هنری / از نامزدان کتاب سال جمهوری اسلامی ایران در بخش شعر ۸۶
- من هارا شورا هارا /۱۳۹۴/ شامل اشعار طنز ترکی و ترجمه به فارسی[۶]
- «پسته لال سکوت دندان شکن است» / ۱۳۸۷ / سومین آلبوم شعر فرانو[۷]

.«شعرهای گاوی»، مشترک با ابوالقاسم تقوایی/ انتشارات نیماژ

## انتساب شعر پستهٔ لال به حسین پناهی
انتشار شعری در فروردین ۱۳۹۰ با عنوان «پستهٔ لال» منتسب به حسین پناهی که در واقع سرودهٔ اکبر اکسیر است، واکنش اکسیر و ناشر آثارش را در پی داشت. این شعر با عنوان «اخطار» در یکی از کتاب‌های اکسیر به‌نام پسته‌ی لال سکوت دندان‌شکن است منتشر شده‌است. اکسیر با اشاره به انتشار شعرهایش به نام حسین پناهی در فضای مجازی، درخواست اصلاح این اشتباه را داد. عنوان‌های «پداگوژی»، «میدان فردوسی»، «صرفه‌جویی» و «مشورت» که برگرفته از کتاب زنبورهای عسل دیابت گرفته‌اند هستند نیز از جمله شعرهایی بودند که به اشتباه، منتسب به حسین پناهی شده بودند.

## نمونه طنز سروده‌ها
کارنامه
در پیاده‌روی ۴۷ شعری خواندم ملیحه خندید
گفتم بالاخره بله یا خیر؟ گفت: خیر است انشاالله!
بعد دراتاق ۵۷ شعری خواندند باران گرفت و صیغه جاری شد
همان شب شعری خواندیم تخت سرفه کرد، عرفان سروده شد
بعدها در اتاق ۶۲ شعر تازه‌ای خواندیم تخت عطسه کرد و ایثار به چاپ رسید
برای نان به مدرسه رفتم؛ بابا شلنگ آب تعارف کرد؛ کلاس به سکسکه افتاد
بعد آقای مدیر شعری خواندند و من ۳۰ سال پیر شدم
حالا در اتاق ۸۱ نشسته‌ام آخرین حکم کارگزینی را می‌خوانم
ملیحه می‌خندد؛ ایثار به افتخار من تست می‌زند و عرفان
رفته‌است در پیاده‌رو شعر بخواند تا من بعداً پدربزرگ شوم!
پداگوژی
بهزیستی نوشته بود:
شیر مادر، مهر مادر، جانشین ندارد
شیر مادر نخورده مهر مادر پرداخت شد
پدر یک گاو خرید
و من بزرگ شدم
اما هیچ‌کس حقیقت مرا نشناخت
جز معلم عزیز ریاضی‌ام
که همیشه می‌گفت:
گوساله، بتمرگ!